# Паметник на свободата (Рига)
Паметникът на свободата (на латвийски: Brīvības piemineklis) в Рига, Латвия, е една от главните забележителности на града и един от неофициалните символи на страната. Издигнат е в памет на загиналите войници в Латвийската война за независимост (1918 – 1920). Открит е през 1935 г. и е с височина 42 метра. Изграден е от гранит, травертин и мед. Паметникът често служи като фокусна точка на публични събирания и официални церемонии в града. Намира се в централната част на Рига, на булевард „Бривибас“.
Скулптурите и барелефите на паметника са подредени в тринадесет групи и изобразяват латвийските история и култура. Ядрото на монумента е съставено от четириъгълни форми, подредени една върху друга, с намаляващ диаметър във височина и завършващи с 19-метрова травертинова колона, носеща медна фигура олицетворение на свободата, която държи в ръцете си три златни звезди. В основата на паметника има надпис TĒVZEMEI UN BRĪVĪBAI – „За отечество и свобода“. Идеята за паметника се появяват в началото на 1920-те години, когато латвийският министър-председател Зигфрид Анна Мейеровиц обявява конкурс за дизайн на „мемориална колона“. Основите на паметника са положени през 1931 г. и завършва през 1935 г. под ръководството на скулптора Карлис Зале. Строителството му е финансирано от частни дарения.
След като Латвия е окупирана от Съветския съюз през 1940 г., започва да се обмисля Паметникът на свободата да бъде разрушен, но в крайна сметка такъв ход не е предприет. Понякога спасяването на монумента се приписва на съветската скулпторка Вера Мухина, която смята, че той притежава голяма художествена стойност. През 1963 г. въпросът за разрушаването му е повдигнат отново, но предложението е отхвърлено от съветските власти, които осъзнават, че унищожаването му би довело до дълбоко възмущение и напрежение в обществото. През съветските времена той остава символ на националната независимост за широката латвийска общественост. На 14 юни 1987 г. около 5000 души се събират пред паметника, за да положат цветя. Това събитие засилва движението за национална независимост, кулминирало три години по-късно с възстановяването на суверенитета на Латвия.